# Шлемкевич, Николай Иванович
Николай Иванович Шлемкевич (укр. Микола Іванович Шлемкевич; 27 января 1894, Пылява, Цислейтания — 14 февраля 1966, Пассейик, Нью-Джерси) — украинский философ, общественно-политический деятель и публицист.
Начальное и среднее образование он получил в Австро-Венгрии — в Бучаче и Львове. Изучал философию в Венском университете, однако во время Первой мировой войны был выслан в Сибирь российскими войсками. Революционные события 1917 года встретил в Киеве, где стал ответственным секретарем редакции «Рабочей газеты». В 1923 году он решил продолжить обучение в Венском университете, где спустя три года защитил диссертацию на тему «Сущность философии». С 1928 по 1929 год изучал философию в Сорбонне.
Являлся одним из соучредителей и идеологов Фронта национального единства. Критиковал как УНДО — за стремление договориться с польскими властями во время пацификации, так и ОУН — за антипольский террор. Во время Второй мировой войны сотрудничал с Украинским центральным комитетом, был главным редактором «Украинского издательства», действовавшего на оккупированных Германией территориях. В 1942 году был избран действительным членом Научного общества имени Тараса Шевченко.
После отступления немецкой армии с Западной Украины перебрался сначала в Вену, затем — в Германию. С 1949 года находился в эмиграции в США, где принимал активное участие в политической жизни украинской диаспоры. Издавал журнал «Письма к приятелям» и был одним из основателей Украинского публицистического научного института. К числу его главных работ относятся: «Украинский синтез, или Украинская гражданская война» (1946), «Потерянный украинский человек» (1954) и «Галичанство» (1956).

## Биография

### Ранние годы
Родился 27 января 1894 в селе Пылява Бучацкого уезда в семье священника Ивана Шлемкевича и Ядвиги из рода Бучацких. История рода Шлемкевичей на Галичине прослеживается как минимум с XVII века. Взгляды отца сыграли важную роль в формировании национально-политических убеждений Николая.
Детские годы прошли в селе Сновидов (сейчас — Тернопольская область), располагающегося близ реки Днестр, где Шлемкевич окончил народную школу. Затем получал образование в Бучацкой гимназии и Четвёртой польской гимназии во Львове, откуда выпустился в 1912 году.
Первоначально поступил в Высший музыкальный институт имени Николая Лысенко по классу фортепиано, но в итоге уехал учиться философии в Венском университете. С началом Первой мировой войны вернулся в Галичину. В 1915 году российские войска, покидая регион, вывезли Шлемкевича в ссылку в Сибирь.
В заключении он перенёс болезнь желудка и вернулся на Украину в 1917 году. Во время революционных событий 1917 года находился в Киеве, где начал свою журналистскую деятельность. Являлся ответственным секретарём редакции «Рабочей газеты», издаваемой Украинской социал-демократической рабочей партией. Входил в состав Постоянной комиссии по составлению историко-географического словаря украинской земли при Украинской академии наук. В 1918 году перевел на украинский язык брошюру «Диктатура пролетариата» немецкого социал-демократа Карла Каутского.
В феврале 1919 года Киев переходит под контроль большевиков, и Шлемкевич уезжает из города. Некоторое время он работает учителем в сельских школах в окрестностях Звенигородки (сейчас — Черкасская область).

### Межвоенный период
В 1919 году возвращается в Сновидов, но в 1923 году решает продолжить учёбу в Венском университете. По приглашению Дмитрия Донцова публикует свои очерки на темы украинской духовности в «Литературно-научном вестнике», где впоследствии впервые выйдет его цикл путевых очерков «Ветер».
В июле 1926 году под руководством Морица Шлика защищает докторскую диссертацию по теме «Сущность философии». Во время защиты его работа получает высокую оценку от профессоров М. М. Шлика и Р. Райнингера, которые рекомендуют её к печати. Научное общество имени Шевченко во Львове на основе реферата Стефана Балея в 1928 году приняло решение опубликовать диссертацию в изданиях Философской секции, однако в итоге публикация выходит лишь спустя шесть лет.
Изданная публикация диссертации Шлемкевича становится основанием для избрания его действительным членом НТШ, а затем профессором Украинского свободного университета в Мюнхене
С 1928 по 1929 год он изучает философию в Сорбонском университете. По завершении обучения возвращается на родину, где вступает в брак с учительницей Константиной Посацкой. Вместе с Дмитрием Палиев стал соучредителем и идеологом Фронта национального единства, соредактором его печатных органов — журналов «Батькивщина» и «Перемога» (1933—1939), а также газеты «Украинские вести» (1935—1939).
Под псевдонимом «М. Иванейко» публикует такие свои фундаментальные работы как «Творческий национализм как философия миллитанс» (1935) и «Проблема украинской интеллигенции: интеллигенция и политика» (1936).
В своих работах Шлемкевич критиковал тактику Украинского национально-демократического объединения, которое, в ответ на пацификацию украинцев, стремилось к нормализации отношений с польскими властями. В то же время он отвергал ответный антипольский террор Организации украинских националистов, называя её идеологию самым радикальным антитезисом свободы. Этим двум течениям он противопоставлял свою концепцию, которую он назвал «творческим национализмом».

### Во время Второй мировой войны
С началом Второй мировой войны Шлемкевич вместе с женой и детьми переезжает в Крыницу. Весной 1940 года он нелегально перешёл советско-немецкую границу, чтобы оказаться на территории Польши, оккупированной нацистами.
После нападения Германии на СССР и отступления Красной армии из Галичины Шлемкевич принимает решение в июле 1941 года вернуться во Львов. Там он начинает сотрудничество с Украинским центральным комитетом под руководством профессора Владимира Кубийовича, с которым у него завязывается многолетняя дружба. С 1941 по 1944 год Шлемкевич по поручению Кубийовича занимает пост главного редактора «Украинского издательства», которое работало в условиях нацисткой цензуры. В 1942 году был избран действительным членом Научного общества имени Тараса Шевченко, которое нелегально вело свою деятельность во Львове. Являлся соредактором ежемесячника «Наши дни» во Львове.
Вместе с Кубийовичем, Шлемкевич добился от немецких властей разрешения направить украинские культурных деятелей, прибывавших с востока, в город Крыница, где была создана ячейка Украинского центрального комитета. Заботу о научной и литературной интеллигенции взял на себя именно Шлемкевич. В Крынице он вместе с Дмитрием Палиевым основал предприятие «Бескид». Шлемкевич работал членом управы, что позволило ему избежать принудительной отправки на работы в Германию. Во время эвакуации из Крыницы он позаботился о том, чтобы все украинские учёные и писатели смогли выехать в Вену.

### Послевоенная эмиграция
С 1945 года М. Шлемкевич пребывает в эмиграции — сначала в Вене, затем в Баварии, где продолжает активно заниматься научной и политической деятельностью. Преподавал в украинской гимназии, а также в Украинском свободном университете в Мюнхене. Сотрудничал с «Энциклопедией украиноведения» под редакцией Кубийовича. Являлся одним из основателей Украинского национального совета, где был заместителем председателя исполнительного совета. Член Художественного украинского движения. В 1946 году М. Шлемкевич начинает издавать книжную серию под названием «Жизнь и мысли».
В 1949 году Николай Шлемкевич вместе с семьёй эмигрирует в США, поселившись в штате Нью-Джерси. В этот период он принимает активное участие в развитии научных обществ, участвует в создании Литературно-художественный клуб в Нью-Йорке и представляет Украинский национальный совет на форумах Украинского конгрессового комитета Америки.
По инициативе Николая Шлемкевича в апреле 1950 года был основан Союз украинских национальных демократов, основной целью которого стала поддержка Государственного центра Украинской Народной Республики в изгнании. Шлемкевич разработал идеологическую платформу организации и, следуя своей устоявшейся традиции, начал с публикации сборников речей и докладов.
В 1953 году в основанном им издательстве «Ключи» начал выходить журнал «Письма к приятелям» — одно из самых влиятельных изданий украинской диаспоры, где Шлемкевич являлся главным редактором. Журнал охватывал широкий спектр тем, включая науку, политическую полемику, искусствоведение и публицистику. Именно на его страницах была опубликована большая часть политических и философских статей самого Шлемкевича.
В 1958 году выходит книга «Галичанство», а также сборник из трёх речей и двух докладов под названием «Верхи жизни и творчества» (серия «Жизнь и мысли», 1958).
Последние годы жизни Николай Шлемкевич посвятил созданию Украинского публицистического научного института, который учредил вместе с Томой Лапичаком, для предоставления правдивой и объективной информации об украинских проблемах как среди украинского, так и среди американского общества.
Скончался 14 февраля 1966 года в Пассейике. Похоронен на кладбище Святой Гертруды в городе Равей в штате Нью-Джерси. Там же похоронена и его жена, умершая годом ранее.

## Взгляды

### Украинский синтез или украинская гражданская война
Одним из ключевых трудов Шлемкевича является книга «Украинский синтез или украинская гражданская война», опубликованная в 1946 году. В этом произведении он анализирует взаимодействие трёх основных украинских политических направлений — монархизма (власть князя), народовластия (демократия) и проводничества (по Шлемкевичу, проводник или атаман — это политик, действующий как «сам себе господин»).  С точки зрения Шлемкевича, смысл демократии заключается в опоре на разум и рациональность власти, в то время как проводничество основывается на силе, а монархия — на стабильности и преемственности.
По его мнению, эти силы зачастую находились в состоянии конфликта, что особенно ярко проявилось на Украине во времена событий 1917—1921 годов: тогда Украинская Центральная рада олицетворявшая народовластие, была свергнута в результате переворота, устроенного Павлом Скоропадским, представителем монархизма. Однако уже спустя семь месяцев гетман был вынужден отречься от власти под натиском восставших из числа «атаманов» — представителей третьей силы.
Таким образом, Шлемкевич считал невозможным и даже нежелательным торжество одной из трёх политических сил. По его мнению, ключевым условием преодоления главной проблемы украинской истории является их синтез. В рамках такого «доброго строя» консерватизм, унаследованный от монархической традиции, должен обеспечивать преемственность государственной власти, народовластие — защищать свободы, рациональность управления и служить сдерживающим фактором против произвола политических лидеров. Как отмечал сам Шлемкевич: «Идейное богатство и рыцарство в соперничестве и сотрудничестве идей — должны стать украинским характером и украинской гордостью. Итак, либо украинский синтез, либо украинская гражданская война».

### Потерянный украинский человек
В своей книге «Потерянный украинский человек» (Нью-Йорк, 1954) философ исследует четыре архетипа украинца, сформировавшихся за время пребывания Поднепровья под властью Российской империи и с незначительными изменениями дошедших до современности. Первый, наиболее распространённый тип, представлен в повести Николая Гоголя «Старосветские помещики» — это человек, живущий по инерции, сосредоточенный на повседневных удовольствиях и руководствующийся главным вопросом: «Чего бы такого съесть?». Второй тип — украинец, подобный самому Гоголю, восхищённый Российской империей, стремящийся служить ей, но при этом сохраняющий позитивное отношение к Украине. Третий — это человек, стремящийся ускользнуть, подобно философу Григорию Сковороде: «мир ловил меня, но не поймал». И, наконец, четвёртый тип — это образ писателя Тараса Шевченко, движимый лозунгом «Боритесь — поборете!», для которого целью является национальное освобождение.
Также в этой работе он затрагивает вопрос духовно-нравственного состояния украинцев в условиях эмиграции. Он подчёркивает, что у украинца, потерянного в чуждой среде, усиливается чувство неполноценности, ослабевают моральные устои и теряются семейные связи. Шлемкевич призывал к духовному пробуждению и возвращению к ценностям, заявляя: «Спасать человека среди нас, спасать человека в нас!».
Николай Шлемкевич высоко ценил дух украинца-борца, который, несмотря на репрессивные режимы, не смирился с обстоятельствами. В самых тяжёлых условиях, по словам Шлемкевича, он сохранял верность традициям национально-освободительной борьбы, черпая силы и вдохновение из Божьего провидения и чувства ответственности перед своим Отечеством.

### Галичанство
В работе «Галичанство» (1956) Шлемкевич условно выделяет два типа украинских земель — восточные, ориентированные на Киев, и западные, представленные галичанами с центром во Львове. По его наблюдениям, западные украинцы, как правило, отличаются рассудительностью, осторожностью, упрямством и дисциплиной, тогда как для восточных украинцев характерны эмоциональность, вспыльчивость и склонность к отчаянным поступкам.
После того как СССР аннексировал западноукраинские земли, советская власть начала политику насильственного уравнивания двух частей Украины, при которой Восток начал оказывать влияние на Галичину, а Галичина — на Восток. С этого момента, по мнению Шлемкевича, начался процесс не только географического и политического, но и психологического объединения Украины.